# Bernhard Denhard
Bernhard Denhard (* 4. Juni 1809 in Steinau an der Straße im Main-Kinzig-Kreis; † 17. Dezember 1872 in Kassel) war ein deutscher Lehrer und Mitglied der kurhessischen Ständeversammlung.

## Leben
Bernhard Denhard hatte ein Studium der Altphilologie absolviert und dieses mit der Dissertation De Sophoclis Oedipo Coloneo zum Dr. phil. im Jahre 1830 an der Universität Marburg abgeschlossen. Er wurde Oberlehrer an der Höheren Töchterschule Hanau, 1866 deren Direktor und erhielt 1863 ein Mandat für die kurhessische Ständeversammlung. Diese war nach den Unruhen im Jahre 1830 zum Zweck der Beratung und Verabschiedung einer Verfassung gebildet worden und hatte bis 1866 Bestand, als das Land Hessen durch Preußen annektiert wurde.
Denhard war Mitglied des Vereins  für hessische Geschichte und Landeskunde. 